# عبد الرحمن بن عبد الله بن فيصل
الأمير عبد الرحمن بن عبد الله بن فيصل بن تركي بن فرحان آل سعود محافظ حفر الباطن من 12 ديسمبر 2023م. وكان قبل ذلك محافظاً لمحافظة المجمعة من 2006م إلى 2023م.
هو الابن الحادي عشر من أبناء الأمير عبد الله بن فيصل الفرحان آل سعود، وقد توفي والده الأمير عبد الله بن فيصل آل سعود في 29 شوال 1427هـ الموافق 20 نوفبر 2006م عن عمر ناهز 100 عام. وقد تولى والده مناصب حكومية، إذ كان أمير منطقة القصيم من عام 1355هـ - 1366هـ، وكان والده أول وزير للحرس الوطني السعودي من عام 1374هـ - 1376هـ.

## مناصبه الحكومية
- محافظ محافظة حفر الباطن من 12 ديسمبر 2023م.[3]
- محافظ محافظة المجمعة من 1 نوفبر 2006م / 10 شوال 1427هـ إلى 12 ديسمبر 2023م / 28 جمادى الأولى 1445هـ.[1][4]
- صدر قرار الملك سلمان بن عبدالعزيز في تاريخ 10 شوال 1427هـ بتعيين الأميرعبد الرحمن بن عبد الله بن فيصل بن فرحان آل سعود محافظاً للمجمعة. وفي تاريخ 13 رجب 1434هـ أصدر الأمير محمد بن نايف بن عبدالعزيز وزير الداخلية قراراً بالموافقة على ترقيته إلى المرتبة الخامسة عشرة.[5]